# NBA 1994./95.
NBA 1994./1995. je bila 49. po redu sezona sjevernoameričke profesionalne košarkaške lige.
U finalnoj seriji doigravanja prvaci Zapadne konferencije Houston Rocketsi su omjerom 4:0 pobijedili prvake Istočne konferencije Orlando Magic i obranili naslov prvaka, osvojivši ukupno drugi naslov u povijesti.

## Poredak po divizijama na kraju regularnog dijela sezone
| Atlantic (Istok)    | Atlantic (Istok) | Atlantic (Istok) | Central (Istok)         | Central (Istok) | Central (Istok) | Midwest (Zapad)        | Midwest (Zapad) | Midwest (Zapad) | Pacific (Zapad)            | Pacific (Zapad) | Pacific (Zapad) |
| ------------------- | ---------------- | ---------------- | ----------------------- | --------------- | --------------- | ---------------------- | --------------- | --------------- | -------------------------- | --------------- | --------------- |
| Momčad              | Pob              | Por              | Momčad                  | Pob             | Por             | Momčad                 | Pob             | Por             | Momčad                     | Pob             | Por             |
| Orlando Magic (d)   | 57               | 25               | Indiana Pacers (d)      | 52              | 30              | San Antonio Spurs (d)  | 62              | 20              | Phoenix Suns (d)           | 59              | 23              |
| New York Knicks (d) | 55               | 27               | Charlotte Hornets (d)   | 50              | 32              | Utah Jazz (d)          | 60              | 22              | Seattle SuperSonics (d)    | 57              | 25              |
| Boston Celtics (d)  | 35               | 47               | Chicago Bulls (d)       | 47              | 35              | Houston Rockets (d)    | 47              | 35              | Los Angeles Lakers (d)     | 48              | 34              |
| Miami Heat          | 32               | 50               | Cleveland Cavaliers (d) | 43              | 39              | Denver Nuggets (d)     | 41              | 41              | Portland Trail Blazers (d) | 44              | 38              |
| New Jersey Nets     | 30               | 52               | Atlanta Hawks (d)       | 42              | 40              | Dallas Mavericks       | 36              | 46              | Sacramento Kings           | 39              | 43              |
| Philadelphia 76ers  | 24               | 58               | Milwaukee Bucks         | 34              | 48              | Minnesota Timberwolves | 21              | 61              | Golden State Warriors      | 26              | 56              |
| Washington Bullets  | 21               | 61               | Detroit Pistons         | 28              | 54              | *                      | *               | *               | Los Angeles Clippers       | 17              | 65              |

Napomena: (d) - ušli u doigravanje, Pob - pobjede, Por - porazi

## Doigravanje
| Istočna konferencija         | Omjer      |            |
| Prva runda                   | Prva runda | Prva runda |
| ---------------------------- | ---------- | ---------- |
| Orlando (1) - Boston (8)     | 3:1        |            |
| Charlotte (4) - Chicago (5)  | 1:3        |            |
| New York (3) - Cleveland (6) | 3:1        |            |
| Indiana (2) - Atlanta (7)    | 3:0        |            |
| Konferencijska polufinala    |            |            |
| Orlando (1) - Chicago (5)    | 4:2        |            |
| Indiana (2) - New York (3)   | 4:3        |            |
| Konferencijsko finale        |            |            |
| Orlando (1) - Indiana (2)    | 4:3        |            |

| Zapadna konferencija              | Omjer      |            |
| Prva runda                        | Prva runda | Prva runda |
| --------------------------------- | ---------- | ---------- |
| San Antonio (1) - Denver (8)      | 3:0        |            |
| Seattle (4) - L.A. Lakers (5)     | 1:3        |            |
| Utah (3) - Houston (6)            | 2:3        |            |
| Phoenix (2) - Portland (7)        | 3:0        |            |
| Konferencijska polufinala         |            |            |
| San Antonio (1) - L.A. Lakers (5) | 4:2        |            |
| Phoenix (2) - Houston (6)         | 3:4        |            |
| Konferencijsko finale             |            |            |
| San Antonio (1) - Houston (6)     | 2:4        |            |

Napomena: u zagradi je plasman unutar konferencije

## Finalna serija
| Utakmica                  | Omjer |
| ------------------------- | ----- |
| Orlando (I) - Houston (Z) | 0:4   |

Napomena: (I) - pobjednik Istočne konferencije, (Z) - pobjednik Zapadne konferencije

## Nagrade za sezonu 1994./95.
| Nagrada            | Osvajač               | Momčad                           |
| ------------------ | --------------------- | -------------------------------- |
| Najkorisniji igrač | David Robinson        | San Antonio Spurs                |
| Novajlija godine   | Jason Kidd/Grant Hill | Dallas Mavericks/Detroit Pistons |
| Trener godine      | Del Harris            | Los Angeles Lakers               |